# Bouncing bomb

Schema di utilizzo di una bomba rimbalzante

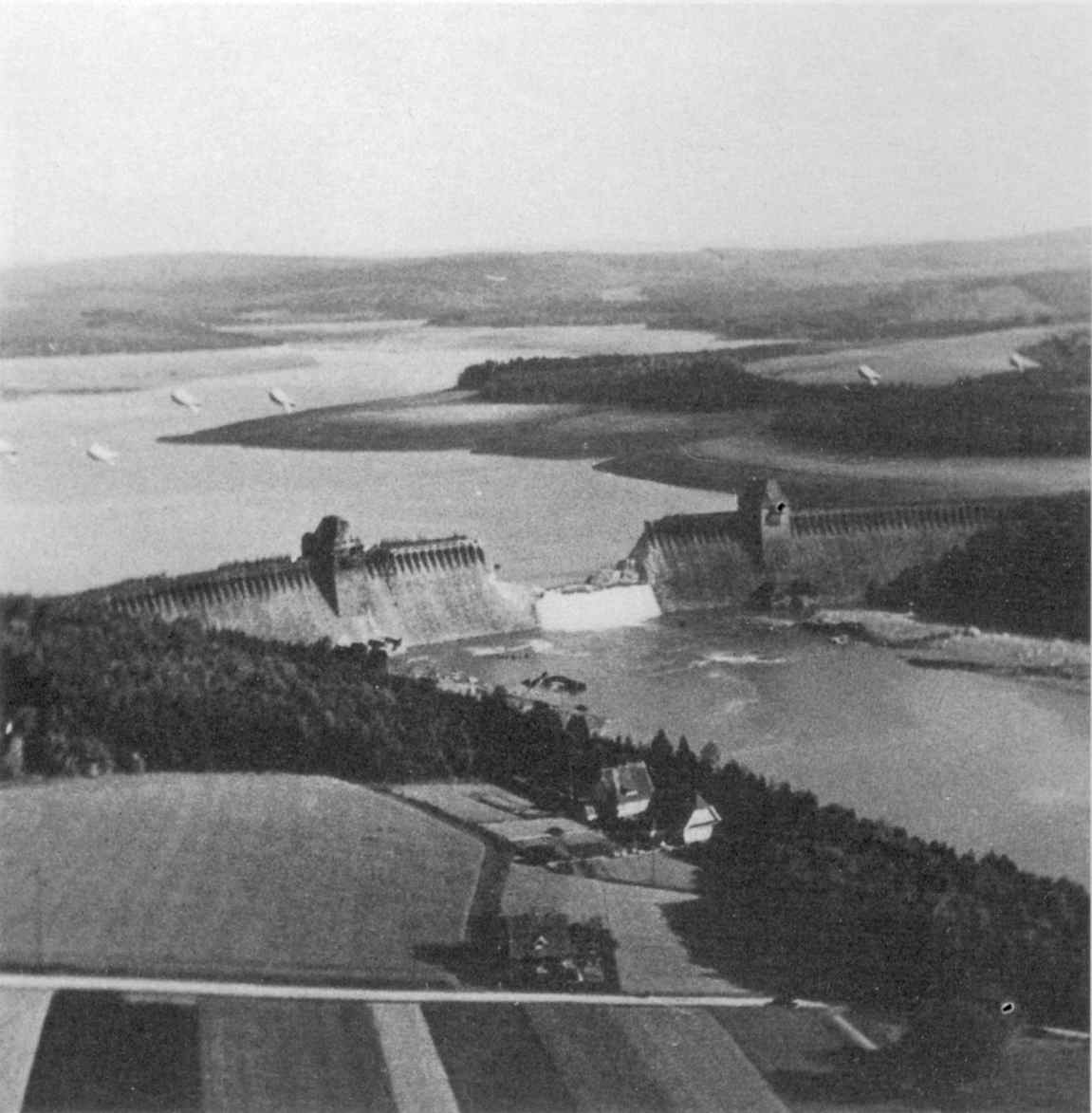
La breccia aperta nella diga sul fiume Mohne, durante l'Operazione Chastise

Una bouncing bomb (o bomba rimbalzante) è un ordigno aeronautico progettato con lo specifico scopo di poter rimbalzare sulla superficie dell'acqua fino a colpire il bersaglio. Questo tipo di armi fu sviluppato soprattutto per rendere inefficaci protezioni quali reti anti-siluro o simili accorgimenti. Non vanno confuse con la tecnica dello "skip bombing" ("bombardamento a saltelli"), in cui bombe convenzionali vengono fatte rimbalzare fino a colpire il bersaglio, per poi esplodere.

## Storia

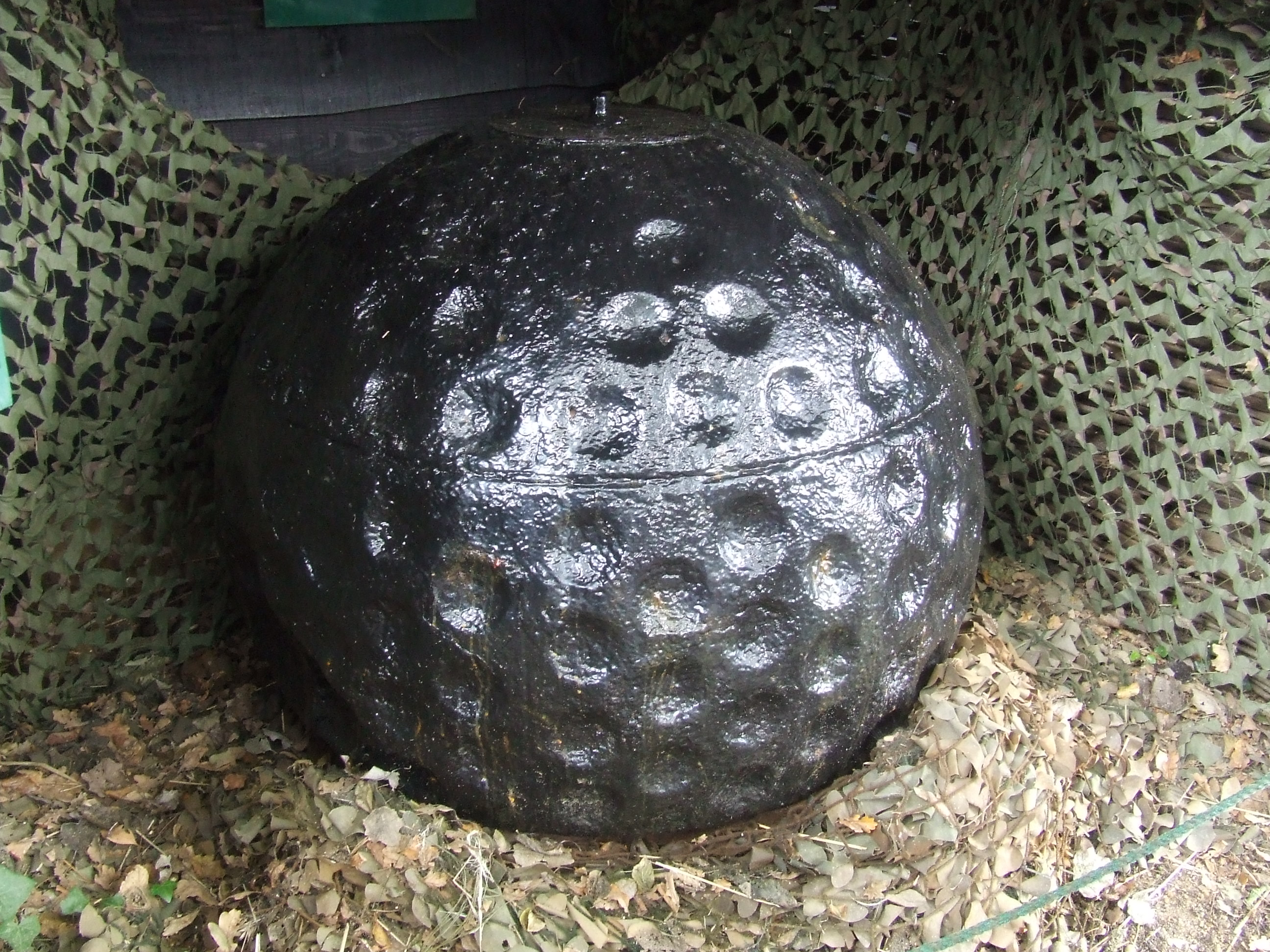
Un prototipo inerte

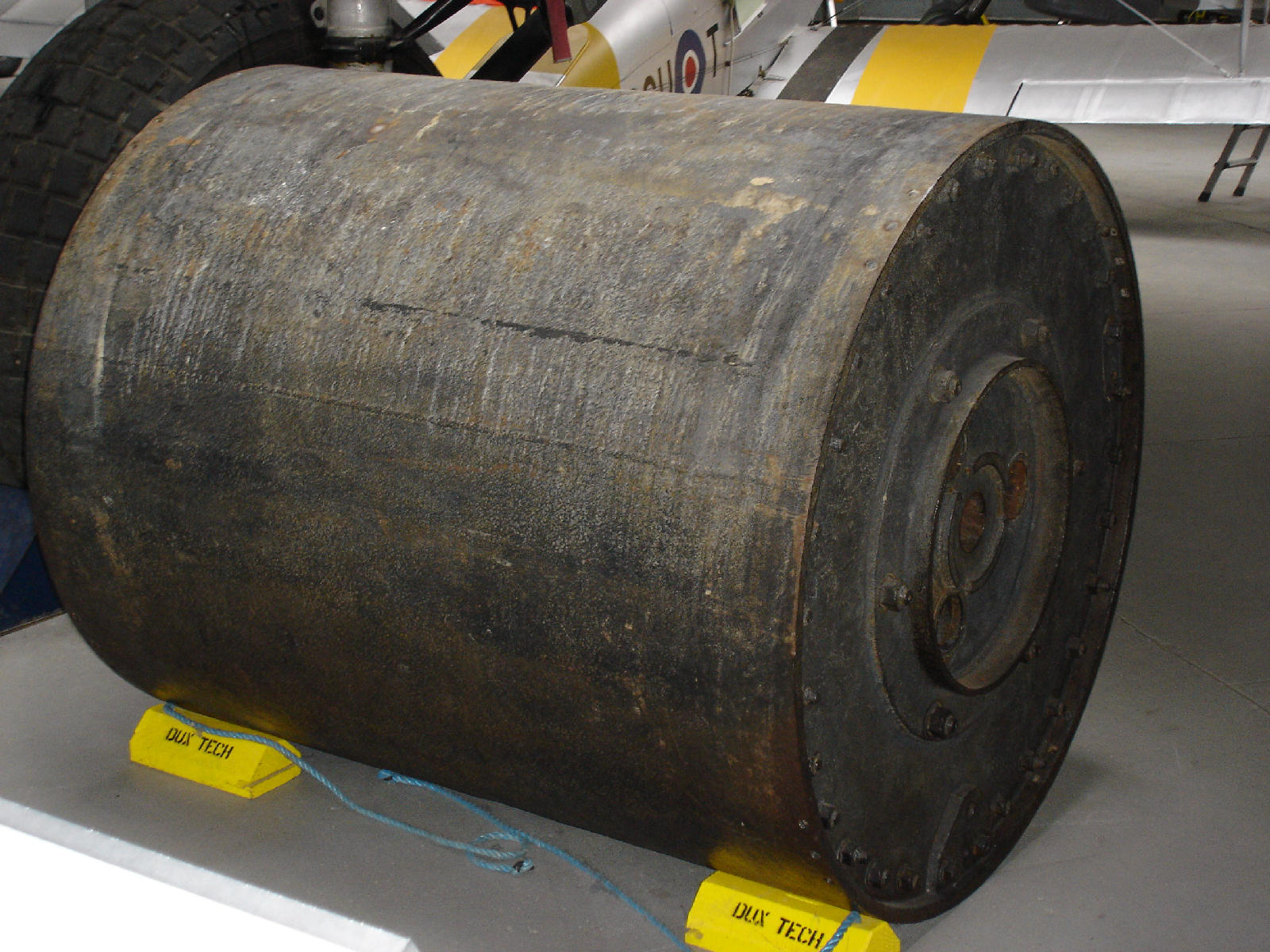
Una bomba rimbalzante Upkeep

Nel 1942 l'ingegnere inglese Barnes Wallis scrisse un articolo sull'impiego delle bombe rimbalzanti o, nello specifico, della upkeep bouncing bomb, intitolato "Spherical Bomb — Surface Torpedo". Questo tipo di bombe fu impiegato per la prima volta nel maggio 1943, contro la Germania nazista, nell'operazione Chastise, avendo come obiettivo alcune dighe. 
La bomba aveva il compito di rimbalzare sull'acqua ed esplodere sott'acqua solo dopo aver raggiunto il bersaglio, causando effetti simili alle esplosioni sotterranee delle bombe terremoto, come la Grand Slam, o delle bombe Tallboy, sempre inventate dallo stesso Wallis. Lo scopo principale di questa tipologia di arma era di eludere le eventuali presenze di sistemi difensivi, come le reti anti siluro.
A Wallis venne l'idea di questo tipo di ordigno quando la Royal Air Force era impegnata a distruggere la nave tedesca Tirpitz. Una spettacolare dimostrazione del potenziale di queste bombe ci fu il 24 luglio 1942, quando fu sperimentata contro una diga nei pressi di Rhayader, in Galles, che fu distrutta da una mina navale di 127 kg. Questo test fu compiuto dallo scienziato A. R. Collins del Transport Research Laboratory. Negli anni ci furono discordie tra Collins e Wallis, ma in realtà è stato Wallis a produrre il prototipo e a spiegare ai piloti della RAF come utilizzarla prima dell'operazione Chastise.
Nel loro impiego operativo i lanci da parte degli inglesi furono compiuti, di solito, da quadrimotori Avro Lancaster pesantemente modificati, mai da quote superiori a 7600 m.
È probabile che Wallis abbia preso spunto da Maometto II il Conquistatore, il quale, durante il blocco navale dello stretto del Bosforo nel 1451, nel corso dell'assedio di Costantinopoli, fece costruire la fortezza Rumelihisarı all'interno della quale posizionò i cannoni appena sopra il livello dell'acqua. Questo particolare accorgimento fece sì che le palle di cannone sparate saltellassero sull'acqua ad altezza di chiglia, abbattendosi sulla linea di galleggiamento delle navi che provavano a forzare il blocco.
Un pamphlet del 1942 descriveva l'attacco ad una nave da parte di una bomba rimbalzante inglese con forma di palla da golf (sferica con buchette) che, una volta colpita la nave, affondava e scoppiava sotto la chiglia, amplificando l'effetto dirompente.

## Tipi
- Inghilterra:
  - Primo tipo: sferica con buchette
  - Highball: sferica e liscia
  - Upkeep: cilindrica
- Germania:
  - Kurt: copia della upkeep, non funzionò e non fu usata
- URSS:
  - due bombe usate per attaccare la HNLMS De Gelderland, ma non ci sono fonti sicure.